# Antony (voetballer)
Antony Matheus dos Santos (Osasco, 24 februari 2000) – voetbalnaam Antony – is een Braziliaans voetballer die doorgaans speelt als vleugelspeler. In september 2022 verruilde hij Ajax voor Manchester United. Antony maakte in 2021 zijn debuut in het Braziliaans voetbalelftal.

## Clubcarrière

### São Paulo
Antony speelde vanaf 2010 in de jeugdopleiding van São Paulo en brak uiteindelijk ook door bij die club. In september 2018 werd de vleugelspeler samen met Helinho en Igor Gomes overgeheveld naar het eerste elftal. Op diezelfde dag tekende Antony ook een verbintenis tot medio 2023 bij São Paulo. Zijn debuut in het eerste elftal maakte hij op 15 november 2018, toen met 1–1 gelijkgespeeld werd tegen Grêmio. Éverton Soares zette Grêmio op voorsprong, waarna het door een eigen doelpunt van Michel gelijk werd. Antony begon op de reservebank en mocht van coach André Jardine twintig minuten voor tijd invallen voor Helinho. Antony werd in 2019 basisspeler in het eerste elftal van São Paulo.

### Ajax
Op 22 februari 2020 tekende Antony een vijfjarig contract bij Ajax, dat per 1 juli van dat jaar in zou gaan. Voor deze transfer betaalde Ajax circa 15,75 miljoen euro. Antony maakte op 8 augustus 2020 zijn officieuze debuut voor Ajax in een met 6–1 gewonnen oefenwedstrijd tegen RKC Waalwijk, waarin hij tweemaal scoorde. Zijn officiële debuut in de Eredivisie maakte hij op 13 september 2020 in de uitwedstrijd tegen Sparta Rotterdam, waarin hij de beslissende 0–1 scoorde. Nadat hij de eerste wedstrijd in de UEFA Champions League tegen Liverpool had moeten missen, maakte Antony op 27 oktober zijn debuut in die competitie. Op bezoek bij Atalanta Bergamo werd met 2–2 gelijkgespeeld. Tijdens deze wedstrijd verliet hij het veld per brancard, na een botsing met tegenstander Roeslan Malynovskyj. Uiteindelijk hield hij geen blessure over aan dit duel. 
In het seizoen 2021/22 behield Antony zijn basisplaats. Met de komst van Steven Berghuis leek hij extra concurrentie te krijgen, maar deze werd voornamelijk als middenvelder ingezet. Met Ajax won hij alle zes wedstrijden in de poulefase van de UEFA Champions League. Tijdens deze zes wedstrijden gaf Antony vijf assists en scoorde hij twee keer. In december 2021 gaf hij zelf aan dat hij tevreden was met zijn ontwikkeling als speler, wel hoopte hij in de toekomst meer te zullen gaan scoren. Aan het begin van seizoen 2022/23 wenste Manchester United Antony te kopen en hij gaf aan graag naar deze club te willen vertrekken.

### Manchester United
Op 30 augustus 2022 bereikten Ajax en Manchester United een akkoord voor de transfer van Antony, voor een bedrag van naar verluidt 95 miljoen euro, met bonussen mogelijk oplopend tot 100 miljoen euro. Antony zette zijn handtekening onder een verbintenis voor de duur van vijf seizoenen. Op 4 september maakte hij zijn debuut als basisspeler in de thuiswedstrijd tegen koploper Arsenal, en maakte hij het eerste doelpunt. Uiteindelijk werd het duel met 3–1 gewonnen. Antony sloot het kalenderjaar 2023 af met één doelpunt in drieëndertig competitiewedstrijden. Hij kreeg voor zijn spel en statistieken kritiek vanuit de Engelse pers. Tijdens het seizoen 2024/25 kwam hij minder aan spelen toe en in de winterstop huurde Real Betis de aanvaller. Bij Betis scoorde hij in zijn tweede, derde en vierde wedstrijd. Hij haalde met Betis de finale van de UEFA Conference League.

## Clubstatistieken
| Seizoen | Club              | Competitie       | Competitie | Competitie | Beker | Beker | Internationaal | Internationaal | Overig | Overig | Totaal | Totaal |
| Seizoen | Club              | Competitie       | Wed.       | Dlp.       | Wed.  | Dlp.  | Wed.           | Dlp.           | Wed.   | Dlp.   | Wed.   | Dlp.   |
| ------- | ----------------- | ---------------- | ---------- | ---------- | ----- | ----- | -------------- | -------------- | ------ | ------ | ------ | ------ |
| 2018    | São Paulo         | Série A          | 3          | 0          | 0     | 0     | 0              | 0              | 0      | 0      | 3      | 0      |
| 2019    | São Paulo         | Série A          | 29         | 4          | 1     | 0     | 1              | 0              | 14     | 2      | 45     | 6      |
| 2020    | São Paulo         | Série A          | 0          | 0          | 0     | 0     | 2              | 0              | 2      | 0      | 4      | 0      |
| 2020/21 | Ajax              | Eredivisie       | 32         | 9          | 4     | 0     | 10             | 1              | —      | —      | 46     | 10     |
| 2021/22 | Ajax              | Eredivisie       | 23         | 8          | 3     | 2     | 7              | 2              | 0      | 0      | 33     | 12     |
| 2022/23 | Ajax              | Eredivisie       | 2          | 1          | 0     | 0     | 0              | 0              | 1      | 1      | 3      | 2      |
| 2022/23 | Manchester United | Premier League   | 25         | 4          | 10    | 2     | 9              | 2              | —      | —      | 44     | 8      |
| 2023/24 | Manchester United | Premier League   | 29         | 1          | 5     | 2     | 4              | 0              | —      | —      | 38     | 3      |
| 2024/25 | Manchester United | Premier League   | 8          | 0          | 2     | 1     | 4              | 0              | —      | —      | 14     | 1      |
| 2024/25 | → Real Betis      | Primera División | 17         | 5          | 0     | 0     | 9              | 4              | —      | —      | 26     | 9      |
| Totaal  | Totaal            | Totaal           | 172        | 34         | 21    | 5     | 46             | 9              | 17     | 3      | 256    | 51     |

Bijgewerkt op 20 juli 2025.

## Interlandcarrière
Vanaf juni 2019 sloot Antony aan bij Brazilië onder 23. In de zomer van 2021 werd hij met dit team olympisch kampioen. In september van datzelfde jaar werd hij voor het eerst opgenomen in de selectie van het Braziliaans voetbalelftal. In dit team debuteerde hij op 8 oktober, op bezoek bij Venezuela in een kwalificatiewedstrijd voor het WK 2022. Hij moest van bondscoach Tite op de reservebank beginnen en mocht dertien minuten voor tijd invallen voor Gabriel Jesus. Op dat moment stond het gelijk door een treffer van Eric Ramírez voor Venezuela en een van Marquinhos voor Brazilië. Antony zag vervolgens Gabriel Barbosa zijn team op voorsprong zetten, alvorens hij in de blessuretijd zelf de uitslag bepaalde op 1–3. De andere Braziliaanse debutanten dit duel waren Guilherme Arana (Atlético Mineiro) en Raphinha (Leeds United). Op 25 maart 2022 kreeg hij na zeven invalbeurten voor het eerst een basisplaats, tijdens een duel met Chili.
In november 2022 werd Antony door Tite opgenomen in de selectie van Brazilië voor het WK 2022. Tijdens dit WK werd Brazilië door Kroatië uitgeschakeld in de kwartfinales nadat in de groepsfase gewonnen was van Servië en Zwitserland en verloren van Kameroen en in de achtste finales Zuid-Korea was uitgeschakeld. Antony kwam in vier duels in actie. 
| Interlands van Antony voor Brazilië | Interlands van Antony voor Brazilië | Interlands van Antony voor Brazilië | Interlands van Antony voor Brazilië | Interlands van Antony voor Brazilië | Interlands van Antony voor Brazilië | Interlands van Antony voor Brazilië |
| №                                   | Datum                               | Wedstrijd                           | Uitslag                             | Competitie                          | Doelpunten                          |                                     |
| Als speler bij Ajax                 | Als speler bij Ajax                 | Als speler bij Ajax                 | Als speler bij Ajax                 | Als speler bij Ajax                 | Als speler bij Ajax                 | Als speler bij Ajax                 |
| ----------------------------------- | ----------------------------------- | ----------------------------------- | ----------------------------------- | ----------------------------------- | ----------------------------------- | ----------------------------------- |
| 1                                   | 8 oktober 2021                      | Venezuela – Brazilië                | 1 – 3                               | WK 2022 kwalificatie                | 90+2'                               |                                     |
| 2                                   | 10 oktober 2021                     | Colombia – Brazilië                 | 0 – 0                               | WK 2022 kwalificatie                |                                     |                                     |
| 3                                   | 15 oktober 2021                     | Brazilië – Uruguay                  | 4 – 1                               | WK 2022 kwalificatie                |                                     |                                     |
| 4                                   | 11 november 2021                    | Brazilië – Colombia                 | 1 – 0                               | WK 2022 kwalificatie                |                                     |                                     |
| 5                                   | 16 november 2021                    | Argentinië – Brazilië               | 0 – 0                               | WK 2022 kwalificatie                |                                     |                                     |
| 6                                   | 27 januari 2022                     | Ecuador – Brazilië                  | 1 – 1                               | WK 2022 kwalificatie                |                                     |                                     |
| 7                                   | 1 februari 2022                     | Brazilië – Paraguay                 | 4 – 0                               | WK 2022 kwalificatie                | 86'                                 |                                     |
| 8                                   | 25 maart 2022                       | Brazilië – Chili                    | 4 – 0                               | WK 2022 kwalificatie                |                                     |                                     |
| 9                                   | 29 maart 2022                       | Bolivia – Brazilië                  | 0 – 4                               | WK 2022 kwalificatie                |                                     |                                     |
| Als speler bij Manchester United    |                                     |                                     |                                     |                                     |                                     |                                     |
| 10                                  | 23 september 2022                   | Brazilië – Ghana                    | 3 – 0                               | Vriendschappelijk                   |                                     |                                     |
| 11                                  | 27 september 2022                   | Brazilië – Tunesië                  | 5 – 1                               | Vriendschappelijk                   |                                     |                                     |
| 12                                  | 24 november 2022                    | Brazilië – Servië                   | 2 – 0                               | WK 2022                             |                                     |                                     |
| 13                                  | 28 november 2022                    | Brazilië – Zwitserland              | 1 – 0                               | WK 2022                             |                                     |                                     |
| 14                                  | 2 december 2022                     | Kameroen – Brazilië                 | 1 – 0                               | WK 2022                             |                                     |                                     |
| 15                                  | 9 december 2022                     | Kroatië – Brazilië                  | 1 – 1 (4 – 2 n.s.)                  | WK 2022                             |                                     |                                     |
| 16                                  | 25 maart 2023                       | Marokko – Brazilië                  | 2 – 1                               | Vriendschappelijk                   |                                     |                                     |

Bijgewerkt op 20 juli 2025.

## Erelijst
| Competitie                                                     |        |                              |      |      |
| Competitie                                                     | Aantal | Jaren                        |      |      |
| Ajax                                                           | Ajax   | Ajax                         | Ajax | Ajax |
| -------------------------------------------------------------- | ------ | ---------------------------- | ---- | ---- |
| Eredivisie                                                     | 2      | 2020/21, 2021/22             |      |      |
| KNVB Beker                                                     | 1      | 2020/21                      |      |      |
| Manchester United                                              |        |                              |      |      |
| EFL Cup                                                        | 1      | 2022/23                      |      |      |
| Brazilië –23                                                   |        |                              |      |      |
| Olympische Zomerspelen                                         | 1      | 2020                         |      |      |
| Tournoi Espoirs de Toulon                                      | 1      | 2019                         |      |      |
| Individueel                                                    |        |                              |      |      |
| Campeonato Paulista – Team van het Jaar                        | 1      | 2013                         |      |      |
| J-League 17 Challenge Cup – Speler van het Toernooi            | 1      | 2018                         |      |      |
| FPF Copa São Paulo de Futebol Júnior – Speler van het Toernooi | 1      | 2019                         |      |      |
| Speler van de Maand Eredivisie                                 | 2      | December 2020, december 2021 |      |      |